# Fenformin
A fenformin a biguanidok csoportjába tartozó vércukorcsökkentő gyógyszer. 1957-ben fedezték fel. Az 1958-tól kezdődő klinikai vizsgálatok hatékonynak mutatták, emésztőrendszeri mellékhatásokkal.
1973-tól kezdve az eladások csökkenni kezdtek, mert néhány negatív tanulmány látott napvilágot a tejsav-acidózis veszélyéről. 1976 októberében az FDA egyik bizottsága azt javasolta, hogy vonják ki a forgalomból. 1977 májusában az FDA formális eljárást kezdeményezett, aminek eredményeként 1978. november 15-én az USA-ban végleg kivonták a szert a forgalomból.
1977-ben az USA-ban 385 000 kezdődő cukorbeteg szedte a gyógyszert. Ralph Nader amerikai ügyvéd a szer betiltását követelte a kormánytól. A gyártó Ciba-Geigy Corp. tiltakozott, mondván, sok beteg számára nincs megfelelő alternatíva. Ennek ellenére 1977 júliusában az FDA „az általános egészségre közvetlen veszélyt jelentő szer”-nek nyilvánította, és 90 napot adott az orvosoknak a kezelés kiváltására (inzulinnal, diétával vagy más gyógyszerrel).
A tejsav-acidózis a fenformin esetén 100 000 betegből évi 64 esetben fordult elő, és ezek fele halálos kimenetelű volt. A másik biguanid, a metformin ennél jóval biztonságosabb évi 3 esettel. Ennek ellenére a fenformin néhány országban ma is forgalomban van (például Olaszországban, Brazíliában, Uruguayban, Kínában, Lengyelországban, Görögországban, Portugáliában), és a tejsav-acidózisos esetek továbbra is előfordulnak.

## Lásd még
- Metformin
- Biguanid
- Buformin
- Cukorbetegség

## Fordítás
Ez a szócikk részben vagy egészben  a   Phenformin című angol Wikipédia-szócikk fordításán alapul.  Az eredeti cikk szerkesztőit annak laptörténete sorolja fel. Ez a jelzés csupán a megfogalmazás eredetét és a szerzői jogokat jelzi, nem szolgál a cikkben szereplő információk forrásmegjelöléseként.